# August Sonntag
Pour les articles homonymes, voir Sonntag.
August Sonntag (Altona, 22 août 1832-Cap Alexander, Groenland, décembre 1860), est un astronome et explorateur allemand. 

## Biographie

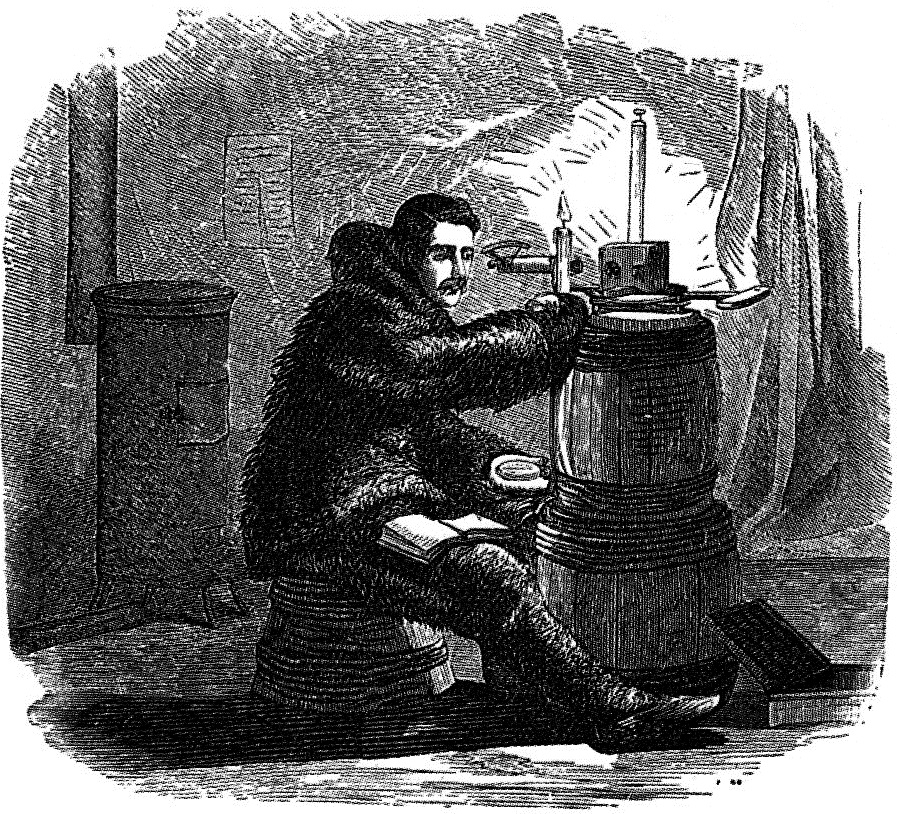
August Sonntag à l'observatoire de la deuxième expédition Grinnell

Fils d'un maître tailleur d'Altona, il montre très tôt ses facultés en mathématiques et à 16 ans devient assistant d'Heinrich Christian Schumacher à l'observatoire d'Altona. Il le reste après la mort de Schumacher auprès de son successeur Adolph Cornelius Petersen (de). 
En 1852-1853, il décide de s'engager dans l'expédition polaire américaine d'Elisha Kane partie à la recherche de l'expédition Franklin. Il est alors chargé de mesures astronomiques et de géomagnétisme. Lors du second hivernage, en 1855, le navire est abandonné. Les naufragés parcourent alors plus de mille kilomètres dans les glaces pour rejoindre Upernavik. 
En 1856, Sonntag, grâce à l'appui de Kane, devint le secrétaire privé de Johann Wilhelm von Müller et l'accompagne au Mexique pour faire des mesures magnétiques. À cette occasion, il fait l'ascension du Popocatépetl. Pendant ce temps parait en son absence, à Philadelphie, l'ouvrage Professor Sonntag’s Thrilling Narrative of Grinnell Exploring Expedition in the Years 1853, 1854, and 1855, in Search of Sir John Franklin, under the Command of Dr. E. K. Kane, U.S.N., qui reçoit la désapprobation de ses anciens compagnons. 
Sonntag rejoint en 1859 Franz Friedrich Ernst Brünnow à l'observatoire Dudley (Schenectady) comme directeur adjoint, poste qu'il abandonne l'année suivante pour accompagner Isaac Israel Hayes dans une nouvelle expédition arctique, comme chef adjoint. Le navire est rapidement endommagé par les glaces et se retrouve bloqué à Port Foulkes dans le détroit de Smith. La plupart des chiens de traîneaux meurent de maladie. En décembre 1860, Sonntag, en compagnie du guide inuit Hans Hendrik décide de rejoindre la colonie la plus proche pour y réengager de nouveaux chiens. Durant le périple Sonntag passe à travers la glace et tombe à la mer. Gelé, il meurt peu après en atteignant la colonie déserte de Sarfalik au Cap Alexander.